# 83 Tower
Der 83 Tower (früher auch Ubang Tower oder Woobang Tower) ist ein 202 Meter hoher, mit einer Aussichtsplattform ausgestatteter Fernsehturm in Daegu, Südkorea. Er wurde 1992 fertiggestellt und ist auch unter dem Namen Daegu Tower bekannt. Der Turmschaft weist eine Höhe von 153 Meter auf, der Antennenträger ist 49 Meter hoch. Am Turmkorb befindet sich eine Bungeejumping-Anlage.
Um den Turm herum liegt der Themenpark E-World.